# Strzelaniny w Nowej Szkocji
Strzelaniny w Nowej Szkocji – seria strzelanin, do której doszło w nocy z 18 na 19 kwietnia 2020 roku w kilku miejscowościach w prowincji Nowa Szkocja w Kanadzie, podczas której 51-letni sprawca Gabriel Wortman zastrzelił 22 osoby i zranił 3 inne, po czym sam zginął w trakcie akcji policyjnej. Jest to najkrwawsza masowa strzelanina w historii Kanady, po masakrze w Montrealu z 1989 roku, w której zginęło 15 osób.

## Przebieg
Masakra rozpoczęła się późnym wieczorem 18 kwietnia. 51-letni Gabriel Wortman, po powrocie z imprezy domowej, pokłócił się ze swoją partnerką, po czym ta uciekła do pobliskiego lasu. Wortman wziął kilka sztuk broni palnej, podpalił swój dom i wrócił pod dom, gdzie odbywała się impreza i zaczął strzelać do uczestników. Policja otrzymała pierwsze zgłoszenia mówiące o ataku o godz. 22:01, dotyczyły one strzelaniny, do której doszło przed jednym z domów w Portapique. W strzelaninie w Portapique zginęło 7 osób. Policja zaczęła pościg za sprawcą.
Sprawca następnie odjechał z miejsca zdarzenia, będąc przebrany za policjanta i poruszając się samochodem ucharakteryzowanym na radiowóz miejscowej policji i zaczął strzelać do ludzi w innych miejscowościach. Policja znalazła w ciągu następnych godzin łącznie trzynastu zabitych ludzi, których ciała leżały zarówno przed budynkami, jak i wewnątrz domków, w których mieszkali, ponadto dwie nieruchomości zostały podpalone.
Następnego dnia, rankiem, pościg za sprawcą masakry dalej trwał. O godz. 5:43 sprawca zatrzymał się przed jednym z domów i ostrzelał jego mieszkańców, zabijając ich, a następnie zabił także osobę, która wybiegła w reakcji na strzały ze znajdującego się sąsiedniego domu. Sprawca następnie podpalił budynek. Niektóre osoby, które dzwoniły na numer alarmowy 911, zgłosiły, że w budynku doszło do głośnej eksplozji. Wkrótce potem policjanci odnaleźli ukrywającą się partnerkę Wortmana. Sprawca tymczasem zastrzelił jeszcze jedną osobę na autostradzie. Wszedł też do innego z mieszkań, ale tam nie strzelał do osób je zamieszkujących. Sprawca odjechał z miejsca zdarzenia, zabijając kilku kierowców samochodów, przejeżdżających obok jego pojazdu. Wkrótce potem pojazd Wortmana został zarejestrowany przez kamery przemysłowe i namierzony przez policję. Sprawca otworzył ogień do przybyłych na miejsce policjantów, raniąc Chrisa Morrisona i zabijając policjantkę Heidi Stevenson podczas wymiany ognia. Po ostrzelaniu policjantów, podpalił ich radiowozy i chciał odjechać, ale zauważył zatrzymującego się kierowcę, który chciał udzielić pomocy śmiertelnie rannej Stevenson. Wortman wyszedł z pojazdu i zastrzelił mężczyznę, po czym wsiadł do jego samochodu i odjechał. Chwilę później zatrzymał się przed jednym z domów, gdzie zastrzelił mieszkającą tam kobietę, zmienił swoje ubranie, po czym odjechał jej samochodem z miejsca zdarzenia. Sprawca dojechał na stację benzynową w Enfield, gdzie został o godz. 11:26 zabity w trakcie wymiany ognia z tropiącymi go policjantami.

## Sprawca
Sprawcą masakry był 51-letni technik dentystyczny Gabriel Wortman. Według funkcjonariuszy policji jego pierwsze ofiary, które zastrzelił na terenie jednego z mieszkań w Portapique, znały go, ale późniejsze były przypadkowymi osobami, które nie miały z nim żadnych relacji. Motywy zbrodni nie są znane, jednakże media donosiły, że najbardziej prawdopodobnym motywem sprawcy był szał, w który miał wpaść po kłótni z partnerką, na punkcie której miał obsesję. Ponadto mężczyzna był, według jego sąsiadów, sfrustrowany z powodu braku klientów w jego klinice dentystycznej, co było skutkiem pandemii koronawirusa i uważał panikę z powodu choroby za przesadzoną. Wśród jego ofiar była ponadto osoba, która wcześniej zakupiła nieruchomość Wortmana od jego wujka, który był z nim w sporze o tę właśnie posiadłość.

## Ofiary strzelaniny
1. Tom Bagley (lat 70)
2. Kristen Beaton
3. Greg Blair (lat 45)
4. Jamie Blair (lat 40)
5. Joy Bond (lat 70)
6. Peter Bond (lat 74)
7. Corrie Ellison (lat 42)
8. Gina Goulet (lat 54)
9. Frank Gulenchyn
10. Lillian Hyslop (lat 65)
11. Alanna Jenkins (lat 36)
12. Dawn Madsen
13. Lisa McCully (lat 49)
14. Sean McLeod (lat 45)
15. Heather O'Brien (lat 55)
16. Jolene Oliver (lat 40)
17. Heidi Stevenson (lat 49)
18. Elizabeth Thomas
19. Aaron Tuck (lat 45)
20. Emily Tuck (lat 17)
21. Joey Webber (lat 37)
22. Gabriel Wortman (lat 51)
23. John Zahl